# Бугрим Валентин Володимирович
Валентин Володимирович Бугрим (нар. 14 листопада 1952, с. Хмелів, Роменський район, Сумська область, УРСР, СРСР — радянський український журналіст та педагог, член Національної Спілки журналістів України, професор.

## Життєпис
Валентин Бугрим народився в селі Хмелів Роменського району Сумської області 14 листопада 1952 року в родині фронтовика, ветерана Другої світової війни Володимира Петровича Бугрима. Мати – Антоніна Іванівна Бугрим (до шлюбу Сиволап), нащадок роду видатного українського письменника Михайла Петровича Старицького, працювала лікарем-стоматологом. У 1970 році закінчив Хмелівську середню школу.
У 1970—1973 роках навчався у Вітебському електротехнічному інституті. Два роки служив у Збройних Силах. У Білоруському військовому окрузі він став постійним дописувачем до газети «Ленинское знамя», був переможцем численних конкурсів редакції.
По закінченню служби Валентин отримав направлення від газети на навчання на факультет журналістики Уральського державного університету. Валентин Бугрим у 1975 році поступив на факультет журналістики Київського національного університету імені Тараса Шевченка.
У 1980 році закінчив навчання на факультеті журналістики і цього ж року закінчив історичний факультет Київського педагогічного інституту (1975—1980).
Валентин Бугрим — автор-розробник кардинальної концепції «HomoNanS як людина майбутньої цивілізації». Співфундатор та член правління Всеукраїнського культурно-наукового благодійного фонду Тараса Шевченка (1990).
До двохсотліття від дня народження Тараса Шевченка Валентин Володимирович підготував низку публікацій у рамках проекту «Шевченкіана»: «Встань Тарасе, подивись!..», «Музи Тараса Шевченка», «Тарас Шевченко на Роменщині», «Тарас Шевченко про Українське козацтво», «Пам'ятники Т. Г. Шевченку — в Україні і у світі». Валентин Володимирович — особистість, яка у творчості поєднує журналістику та рекламу з піаром.

## Трудова діяльність
Від 1980 до 1990 рр. Валентин Володимирович працював редактором, заступником головного редактора Головної редакція інформації Українського ТБ Держтелерадіо України (програми «Актуальна камера», «Вечірній вісник»).
У 1988 році розпочав викладацьку діяльність на факультеті журналістики Київського державного університету ім. Т.Шевченка.
Від 1997 року доцент Інституту журналістики Київського державного університету ім. Тараса Шевченка. За сумісництвом в 1996—2003 рр. працював в.о. професора Інституту підприємництва, права і реклами, Московського університету преси, Міжнародного Соломонового університету, Київського національного університету культури і мистецтв.
Від 1998 професор Інституту реклами, з 1999 доцент Національної академії образотворчого мистецтва і архітектури.
У травні 2004 року В. В. Бугрим заснував і був першим ректором Міжнародного суспільного університету; Директор Інституту прикладних комунікацій і реклами.

## Педагогічна діяльність
Валентин Володимирович Бугрим викладач низки курсів, семінарів, гуртків:
- Методика телевізійної творчості.
- Творчість в інформаційній телепрограмі.
- Теорія і практика реклами.
- Іміджологія.
- Рекламний менеджмент.
- Рекламний креатив.
- Інформаційний менеджмент.
- Сучасна тележурналістика.
- Журналістика і реклама в мистецькій діяльності.
- Сценарна майстерність.
- Реклама і паблік рилейшнз
- Лінгво-нейрокомунікація в журналістиці і менеджменті.
- Медіапланування
- Майстер-клас «Рекламіст».
- Політична реклама

Всього понад двадцять курсів і майстерень.

## Нагороди, відзнаки та звання
- 2002 — Автор-розробник першої у вітчизняній і світовій освіті «Інтернет-офлайнової/онлайнової модульно-рейтингової системи навчання»
- 15 вересня 2003 — Найвища відзнака Спілки рекламістів України «Золотий знак»
- Фундатор, Член правління та Віце-президент Всеукраїнського благодійного культурно-наукового фонду ім. Тараса Шевченка (з 1990 р.)
- Член Національної спілки журналістів України (з 1985 р.)
- Член правління Спілки рекламістів України (з 2002 р.)
- Член координаційної ради з реклами при Кабміні України (з 1998 р.)
- Член робочої групи із законодавства при Верховній Раді Україні (з 1995 р.)
- Співавтор Закону України «Про рекламу» (з 1995 р.)
- Експерт інформаційних законів України (з 1992 р.)
- Член Координаційної ради Міжнародної спілки іміджмейкерів (з 2002 р.)
- Член Асоціації політичних консультантів України (з 2003 р.)
- Віце-координатор Міжнародної спілки іміджмейкерів (з 2004 р.)
- Посол Миру Всесвітньої федерації миру (2006)
- Генерал-хорунжий, суддя Українського козацтва
- Академік Української академії оригінальних ідей.
- Нагороджений орденами «Гетьман Іван Виговський», «Честь», «Віра», «Хрест П. І. Калнишевського»

## Книги
Валентин Бугрим — біограф патріарха української літератури О. Я. Ющенка, видатного вченого М. О. Макаренка, дослідник українського козацтва. Учасник і літописець ліквідації аварії на Чорнобильській АЕС (2-А). Автор понад 200 наукових публікацій у вітчизняних і зарубіжних виданнях, 3 тисяч матеріалів у ЗМІ.
- Валентин Бугрим. Креатив у рекламі. — К.: ВПЦ «Київський університет», 2012. — 303 с.
- Основи реклами і зв'язків із громадськістю // К.: ВПЦ «Київський університет», 2011. — 431 с.
- Бугрим В. В. Присвяти / Ексклюзивні віршування // Збірка. — К.: Discover, 2009. — 150 с.
- Бугрим В. В. Штрихи до портрета автора / Укл. розділу в книзі: О. Ющенко «В пам'яті моїй: (Кода)». — К.: В-во ім. О. Теліги, 2004. — С. 433—472.
- Бугрим В. В., Мащенко І. Г. Телевізійні мости: Навчально-методичний посібник для фахівців телевізійної журналістики. — К.: Інститут журналістики, 2002. — 52 с. Видання 2-е: дооформлене.
- Бугрим В. В. Журналіст на телеекрані: Посіб. для студ. Ін-ту журналістики / Київ. нац. ун-т ім. Т. Шевченка, Ін-т журналістики. — К., 2000. — 46 с.
- Бугрим В. В. Чорнобиль і преса: реалії взаємодії. — К.: Хрещатик, 1992.- 180 с.
- Бугрим В. В., Мащенко І. Г. Телебачення прямого ефіру. — К.: Либідь, 1991.- 200 с.
- Бугрим В. В. Довідник комбайнера.- К.: Урожай, 1989. — 240 с. (у співавторстві)